# Jouvençon
Jouvençon est une commune française située dans le département de Saône-et-Loire, en région Bourgogne-Franche-Comté.

## Géographie
Jouvençon (les « Jouvençonnas ») fait partie de la Bresse louhannaise. C'est un petit village situé à l'est de la Saône-et-Loire. D'une superficie de 630 hectares (6,30 km2), Jouvençon se trouve à une altitude d'environ 193 mètres.
Ce village s'étend le long de la rive gauche de la Seille (affluent de la Saône).  Il se situe à l'extrémité de la région de la Bresse louhannaise (Cuisery, village situé à 4 km à l'ouest, en est la « frontière »). Le village s'étend le long de la route départementale 971 qui relie Louhans à Cuisery. Il existe cependant quelques hameaux dont (entre autres) « le bas de Jouvençon » ainsi que « le Vieux Jouvençon », situés entre la route et la Seille. Ceci n'est pas une particularité de Jouvençon, on retrouve la même topographie pour les villages situés à l'est (sur la départementale, direction Louhans) : Rancy, Bantanges et Sornay. Toutes ces communes ont en plus des maisons situées le long de la route, une partie « bas ».
On peut noter la présence d'une écluse en bord de Seille. On peut la franchir à pied et on arrive alors sur un îlot duquel on peut apercevoir une jolie retenue d'eau ainsi que le château de la commune de Loisy qui surplombe le paysage. À une centaine de mètres à l'ouest de cette écluse se trouvent les vestiges d'un pont-levis qui autrefois permettait de se rendre de l'autre côté de la rive sur la commune de Loisy. Il a été détruit vers 1960 en raison de son mauvais état : il n'a jamais été reconstruit car il s'agissait d'un bien privé. Ainsi il faut faire un détour de plusieurs kilomètres pour se rendre dans la commune voisine alors qu'elle ne se trouve de cet endroit qu'à quelques enjambées.

### Climat
Pour des articles plus généraux, voir Climat de la Bourgogne-Franche-Comté et Climat de Saône-et-Loire.
En 2010, le climat de la commune est de type climat océanique dégradé des plaines du Centre et du Nord, selon une étude du Centre national de la recherche scientifique s'appuyant sur une série de données couvrant la période 1971-2000. En 2020, Météo-France publie une typologie des climats de la France métropolitaine dans laquelle la commune est exposée à un climat semi-continental et est dans la région climatique Bourgogne, vallée de la Saône, caractérisée par un bon ensoleillement (1 900 h/an), un été chaud (18,5 °C), un air sec au printemps et en été et des vents faibles.
Pour la période 1971-2000, la température annuelle moyenne est de 11,4 °C, avec une amplitude thermique annuelle de 17,9 °C. Le cumul annuel moyen de précipitations est de 931 mm, avec 11,2 jours de précipitations en janvier et 7,6 jours en juillet. Pour la période 1991-2020, la température moyenne annuelle observée sur la station météorologique de Météo-France la plus proche, « Romenay », sur la commune de Romenay à 8 km à vol d'oiseau, est de 11,8 °C et le cumul annuel moyen de précipitations est de 983,9 mm. 
La température maximale relevée sur cette station est de 40,7 °C, atteinte le 12 août 2003 ; la température minimale est de −19,5 °C, atteinte le 17 janvier 1985,,.
Les paramètres climatiques de la commune ont été estimés pour le milieu du siècle (2041-2070) selon différents scénarios d'émission de gaz à effet de serre à partir des nouvelles projections climatiques de référence DRIAS-2020. Ils sont consultables sur un site dédié publié par Météo-France en novembre 2022.

## Urbanisme

### Typologie
Au 1er janvier 2024, Jouvençon est catégorisée commune rurale à habitat dispersé, selon la nouvelle grille communale de densité à sept niveaux définie par l'Insee en 2022.
Elle est située hors unité urbaine et hors attraction des villes,.

### Occupation des sols
L'occupation des sols de la commune, telle qu'elle ressort de la base de données européenne d’occupation biophysique des sols Corine Land Cover (CLC), est marquée par l'importance des territoires agricoles (85,2 % en 2018), en diminution par rapport à 1990 (88,9 %). La répartition détaillée en 2018 est la suivante : prairies (31,2 %), terres arables (27,8 %), zones agricoles hétérogènes (26,1 %), zones urbanisées (14,8 %). L'évolution de l’occupation des sols de la commune et de ses infrastructures peut être observée sur les différentes représentations cartographiques du territoire : la carte de Cassini (XVIIIe siècle), la carte d'état-major (1820-1866) et les cartes ou photos aériennes de l'IGN pour la période actuelle (1950 à aujourd'hui).

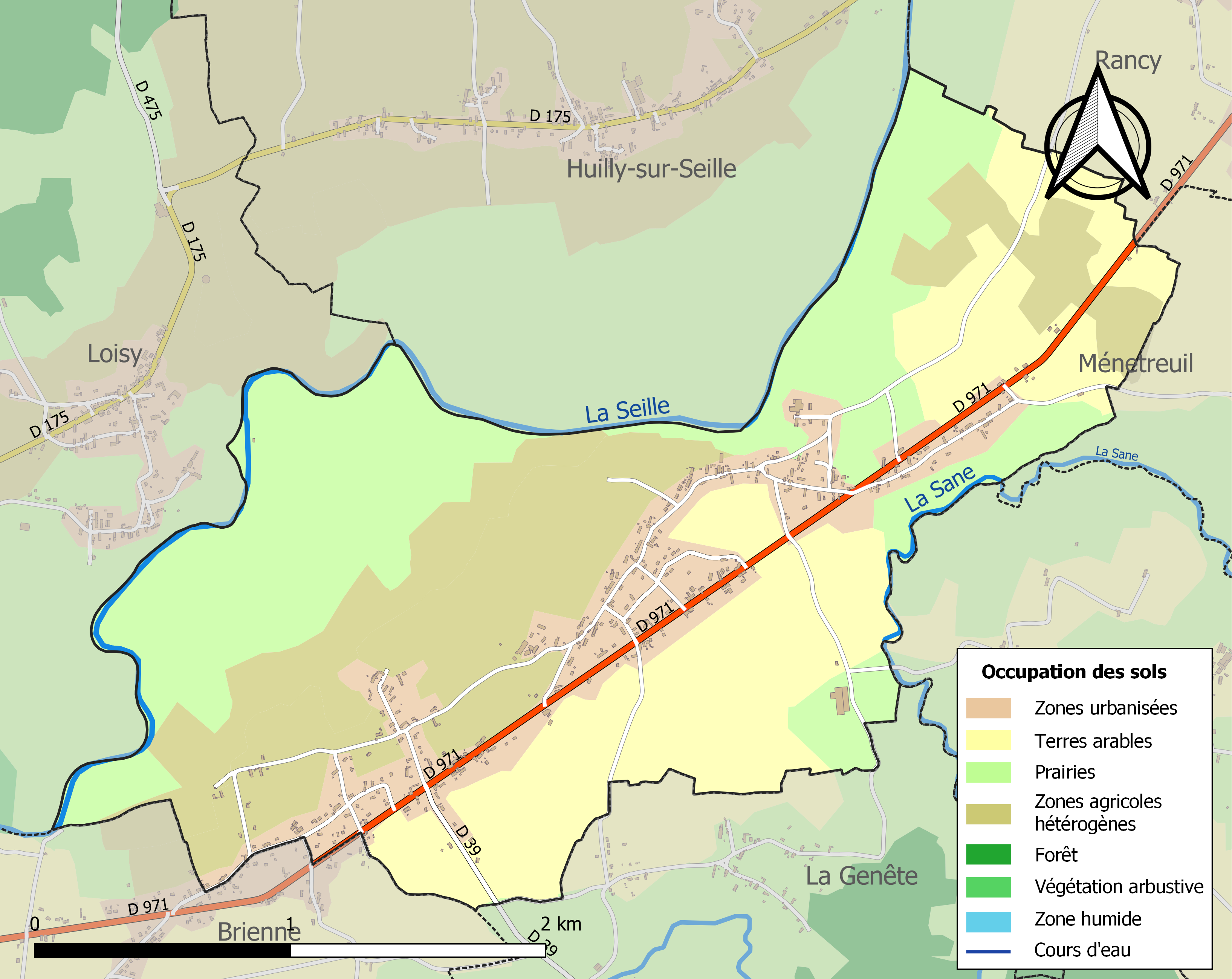
Carte des infrastructures et de l'occupation des sols de la commune en 2018 (CLC).

## Histoire
Jouvençon provient du nom latin Gevencionnum qui ensuite est devenue chapelle Saint-Maurice de Jouvençon. Ce nom aurait été mentionné en 981. D'après certaines fouilles effectuées, des traces de vie à l'époque gallo-romaine auraient été retrouvées dans la commune et plus exactement dans le « vieux » Jouvençon.

### Le patois
En dehors du français septentrional et des dialectes occitans, il existe une zone intermédiaire appelée franco-provençale qui correspond plus ou moins à l'ancien royaume burgonde, et qui comprend en gros le sud de la Saône-et-Loire, de la Franche-Comté, de la région Rhône-Alpes (à l'exception du Sud qui appartient à la langue d'oc), la Suisse romande... Les patois de La Chapelle-Thècle et de Montpont (proches communes de Jouvençon), ont conservé beaucoup de caractéristiques du franco-provençal ; ceux du canton de Cuisery en ont gardé des traces, et appartiennent plutôt à une zone de transition. Le patois de Jouvençon est à peu près identique, à quelques détails près, à ceux des communes voisines de Brienne et La Genête. Avec celui de Rancy, les différences sont plus sensibles, notamment dans le vocalisme. Par contre, si l'on va à La Chapelle-Thècle, commune limitrophe, et un peu plus loin à Montpont, on est un peu dérouté. Au lieu de CH et J, on prononce TS et DZ, ce qui confère à ce patois un caractère un peu particulier. Le vocalisme est également assez différent. En définitive, s'il n'y avait pas de problèmes d'incompréhension avec les communes voisines comme Brienne, La Genête et Rancy... avec celles du canton de Montpont, une certaine adaptation était nécessaire.

## Politique et administration

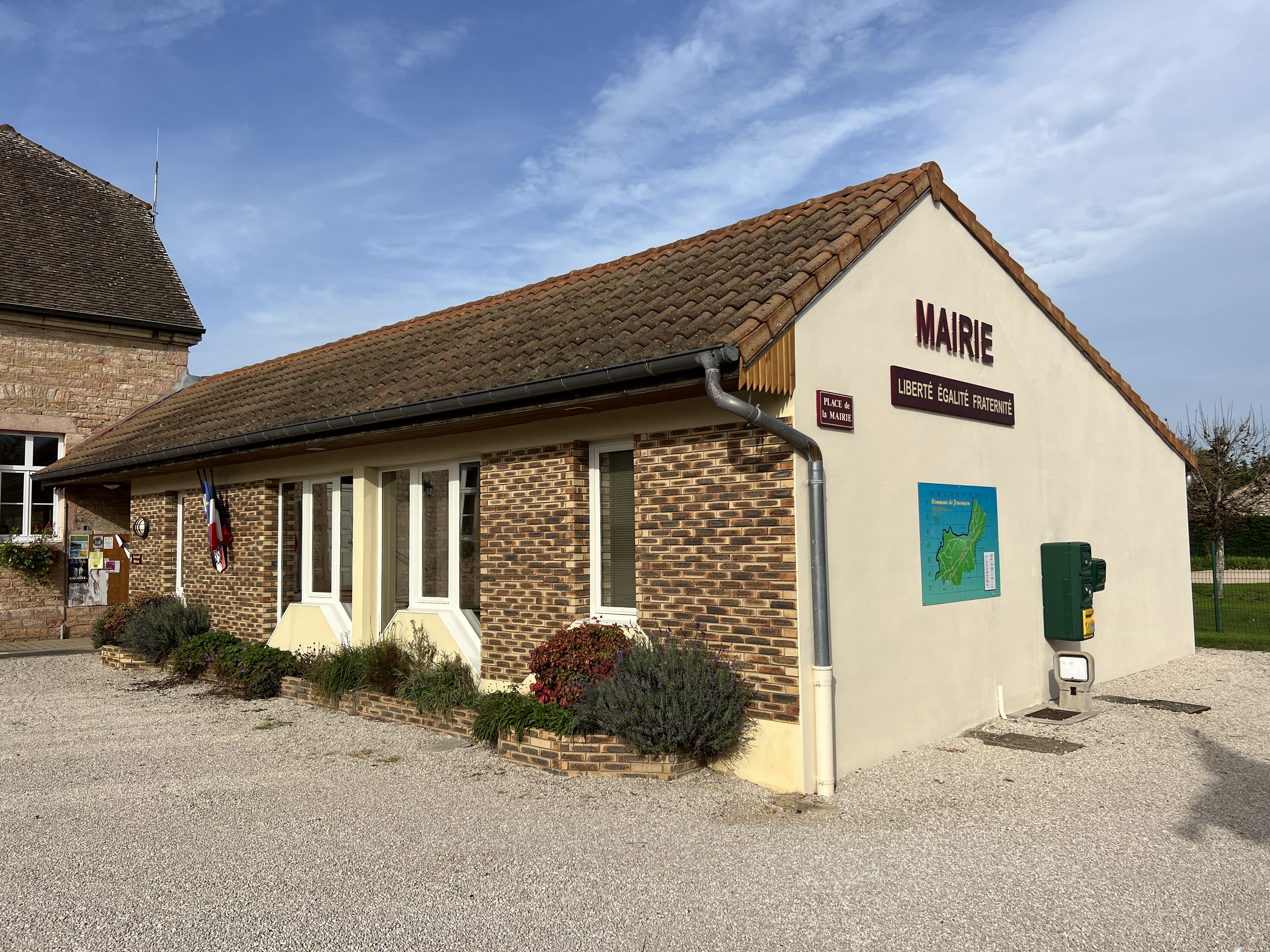
Mairie.

### Tendances politiques et résultats

#### Élections législatives
Le village de Jouvençon faisant partie de la quatrième circonscription de Saône-et-Loire, place lors du 1er tour des élections législatives françaises de 2017, Stéphane Gros (LR) avec 30,77 % des suffrages. Mais lors du second tour, il s'agit de Cécile Untermaier (PS) qui arrive en tête avec 64,75 % des suffrages.
Lors du 1er tour des élections législatives françaises de 2022, Cécile Untermaier (PS), députée sortante, arrive en tête avec 37,65 % des suffrages comme lors du second tour, avec cette fois-ci, 62,40 % des suffrages.

#### Élections départementales
Le village de Jouvençon faisant partie du canton de Cuiseaux place le binôme de Frédéric Cannard (DVG) et Sylvie Chambriat (DVG), en tête, dès le 1er tour des élections départementales de 2021 en Saône-et-Loire avec 56,04 % des suffrages. Lors du second tour, les habitants décideront de placer de nouveau le binôme de Frédéric Cannard (DVG) et Sylvie Chambriat (DVG), en tête, avec cette fois-ci, près de 58,62 % des suffrages. Devant l'autre binôme menée par Sébastien Fierimonte (DIV) et Carole Rivoire-Jacquinot (DIV) qui obtient 41,38 %. Il est important de souligner une abstention record lors de ces élections qui n'ont pas épargné le village de Jouvençon avec lors du premier tour 70,62 % d'abstention et au second, 69,44 %.

### Liste des maires de Jouvençon
| Période   | Période   | Identité          | Étiquette | Qualité |
| --------- | --------- | ----------------- | --------- | ------- |
| 1953      | mars 1983 | Robert Gudefin    |           |         |
| mars 1983 | mars 2014 | Louis Perret      |           |         |
| mars 2014 | en cours  | Jean-Noël Saclier |           |         |

## Démographie
L'évolution du nombre d'habitants est connue à travers les recensements de la population effectués dans la commune depuis 1793. Pour les communes de moins de 10 000 habitants, une enquête de recensement portant sur toute la population est réalisée tous les cinq ans, les populations de référence des années intermédiaires étant quant à elles estimées par interpolation ou extrapolation. Pour la commune, le premier recensement exhaustif entrant dans le cadre du nouveau dispositif a été réalisé en 2008.

En 2022, la commune comptait 454 habitants, en évolution de +7,08 % par rapport à 2016 (Saône-et-Loire : −1,06 %, France hors Mayotte : +2,11 %).
| 1793 | 1800 | 1806 | 1821 | 1831 | 1836 | 1841 | 1846 | 1851 |
| ---- | ---- | ---- | ---- | ---- | ---- | ---- | ---- | ---- |
| 550  | 617  | 554  | 538  | 585  | 670  | 673  | 668  | 658  |

| 1856 | 1861 | 1866 | 1872 | 1876 | 1881 | 1886 | 1891 | 1896 |
| ---- | ---- | ---- | ---- | ---- | ---- | ---- | ---- | ---- |
| 670  | 669  | 687  | 694  | 703  | 681  | 702  | 706  | 693  |

| 1901 | 1906 | 1911 | 1921 | 1926 | 1931 | 1936 | 1946 | 1954 |
| ---- | ---- | ---- | ---- | ---- | ---- | ---- | ---- | ---- |
| 671  | 690  | 715  | 662  | 613  | 539  | 524  | 486  | 454  |

| 1962 | 1968 | 1975 | 1982 | 1990 | 1999 | 2006 | 2008 | 2013 |
| ---- | ---- | ---- | ---- | ---- | ---- | ---- | ---- | ---- |
| 393  | 374  | 383  | 400  | 401  | 409  | 418  | 420  | 422  |

| 2018 | 2022 | - | - | - | - | - | - | - |
| ---- | ---- | - | - | - | - | - | - | - |
| 433  | 454  | - | - | - | - | - | - | - |

## Culture locale et patrimoine

### Lieux et monuments
- La commune a eu successivement deux églises : la première, aujourd’hui dénommée chapelle Saint-Maurice, datant du Xe siècle, dont il ne reste plus grand chose car elle est envahie par la végétation ; ainsi que l’église Saint-Maurice construite au XIXe pour la remplacer : les premiers devis ont été établis en 1836, et l’église définitivement réceptionnée en 1899[21].
- Il existe également de vieilles croix à l'intersection des chemins (dans le bas de Jouvençon).

### Personnalités liées à la commune
- Henri Cannard (1935-2010), écrivain et journaliste français spécialisé dans l'écriture de livre sur le monde viticole en Bourgogne. Son centre d'éditions se trouvait à Jouvençon.

## Pour approfondir